# Bulbuceni
Bulbuceni – wieś w Rumunii, w okręgu Gorj, w gminie Căpreni. W 2011 roku liczyła 502 mieszkańców.